# Haemi-myeon
Haemi-myeon (koreanska: 해미면) är en socken i Sydkorea.  Den ligger i kommunen Seosan och provinsen Södra Chungcheong, i den västra delen av landet, 100 km söder om huvudstaden Seoul.
I Haemi ligger fästningen Haemieup-seong byggd 1417–1421. 

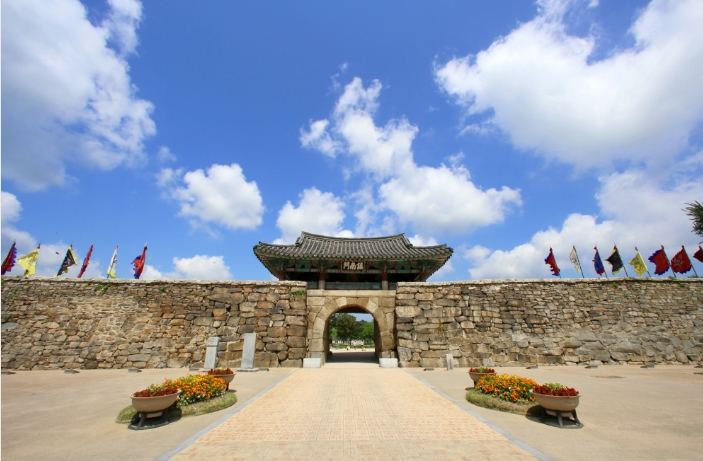
Haemieup-seong